# Wisting
Wisting es una serie de televisión noruega que se estrenó en 2019. Se trata de una coproducción entre Noruega y Dinamarca creada por Trygve Allister Diesen y Kathrine Valen Zeiner. El  thriller adapta los bestsellers de Jørn Lier Horst, un escritor de novela negra venerado en Noruega.

## Argumento
El detective homónimo de la serie de televisión investiga los asesinatos y se enfrentará al reto más difícil de su carrera profesional: el caso de un asesino en serie estadounidense que ha cometido el primer asesinato en suelo noruego. En el camino tendrá que lidiar con la intervención del FBI y de su hija reportera, quien intentará destapar la información. 

## Reparto
- Sven Nordin: William Wisting
- Carrie-Anne Moss: Maggie Griffin
- Thea Green Lundberg: Line
- Jonas Strand Gravli: Thomas
- Sandalia Kjersti: Torunn Borg
- Mads Ousdal: Nils Hammer
- Mariann Hole: Sissel
- Lars Bergé: Benjamin Fjeld
- Richie Campbell: John Bantham
- Ulrikke Hansen Døvigen: Christine Thiis
- Irina Eidsvold Tøien: Andrea Vetti
- Gard B. Eidsvold: Frank Robekk
- Fridtjov Saheim: Philip Henden
- Christoffer Staib: Vidar Haglund
- Lasse Vermeli: Erik
- Jon Øigarden: Terje Nordbo